# Сезон жіночої збірної України з волейболу 2013
У травні 2013 року збірна виступала у групі D третього відбіркового раунду серед команд Європейської конфедерації волейболу на чемпіонат світу. Турнір проходив у Луцьку за участтю збірних Албанії, Молдови, Угорщини і України.
У третьому відбірковому раунді на континентальну першість українки зіграли стикові матчі з командою Франції. Французькі волейболістки були сильнішими в золотому сеті і здобули путівку на Євро-2013. Ігри пройшли в Луцьку і Сен-Дьє-де-Вожі.

## Чемпіонат світу
Таблиця
| № | Збірна   | 1   | 2   | 3   | 4   | Ігри | В | П | С/П | О |
| - | -------- | --- | --- | --- | --- | ---- | - | - | --- | - |
| 1 | Україна  |     | 3:1 | 3:0 | 3:0 | 3    | 3 | 0 | 9:1 | 9 |
| 2 | Угорщина | 1:3 |     | 3:0 | 3:0 | 3    | 2 | 1 | 7:3 | 6 |
| 3 | Албанія  | 0:3 | 0:3 |     | 3:0 | 3    | 1 | 2 | 3:6 | 3 |
| 4 | Молдова  | 0:3 | 0:3 | 0:3 |     | 3    | 0 | 3 | 0:9 | 0 |

Матчі
| Дата      | Час   |         | Рахунок |          | Сет 1 | Сет 2 | Сет 3 | Сет 4 | Сет 5 | Всього | Звіт  |
| --------- | ----- | ------- | ------- | -------- | ----- | ----- | ----- | ----- | ----- | ------ | ----- |
| 24 травня | 17:00 | Албанія | 0–3     | Україна  | 9–25  | 14–25 | 17–25 |       |       | 40–75  | [ 1 ] |
| 25 травня | 17:00 | Україна | 3–0     | Молдова  | 25–6  | 25–16 | 25–19 |       |       | 75–41  | [ 2 ] |
| 26 травня | 17:00 | Україна | 3–1     | Угорщина | 25–17 | 22–25 | 25–21 | 25–16 |       | 97–79  | [ 3 ] |

Склад
| N° | Волейболістка         | Позиція               | Ігри | Сети | Очки | Ср.  | Примітки |
| -- | --------------------- | --------------------- | ---- | ---- | ---- | ---- | -------- |
| 1  | Катерина Кальченко    | центральний блокуючий | 2    | 3    | 4    | 1,33 |          |
| 3  | Ірина Трушкіна        | центральний блокуючий | 3    | 10   | 30   | 3    |          |
| 4  | Тетяна Козлова        | догравальний          | 3    | 10   | 46   | 4,6  |          |
| 5  | Олександра Перетятько | пасуючий              | 3    | 9    | 8    | 0,89 |          |
| 7  | Інна Молодцова        | центральний блокуючий | 2    | 6    | 15   | 2,5  |          |
| 8  | Наталія Захарчук      | догравальний          | 3    | 10   | 45   | 4,5  |          |
| 9  | Галина Щур            | центральний блокуючий | 1    | 1    | 1    | 1    |          |
| 11 | Алла Політанська      | пасуючий              | 0    | 0    | 0    | 0    |          |
| 12 | Вікторія Дельрос      | ліберо                | 1    | 1    | 0    | 0    |          |
| 13 | Олена Новгородченко   | пасуючий              | 1    | 1    | 3    | 3    |          |
| 14 | Олена Сидоренко       | ліберо                | 3    | 10   | 0    | 0    |          |
| 16 | Надія Кодола          | догравальний          | 3    | 10   | 40   | 4    |          |

## Чемпіонат Європи
Матчі
| Дата     | Час   |         | Рахунок |         | Сет 1 | Сет 2 | Сет 3 | Сет 4 | Сет 5 | Всього  | Звіт  |
| -------- | ----- | ------- | ------- | ------- | ----- | ----- | ----- | ----- | ----- | ------- | ----- |
| 1 червня | 17:00 | Україна | 3–1     | Франція | 25–23 | 25–17 | 24–26 | 30–28 |       | 104–94  | [ 5 ] |
| 8 червня | 20:00 | Франція | 3–2     | Україна | 20–25 | 25–23 | 25–20 | 18–25 | 15–8  | 103–101 | [ 6 ] |

Склад
| N° | Волейболістка         | Позиція               | Ігри | Сети | Очки | Ср.  | Примітки |
| -- | --------------------- | --------------------- | ---- | ---- | ---- | ---- | -------- |
| 1  | Катерина Кальченко    | центральний блокуючий | 0    | 0    | 0    | 0    |          |
| 3  | Ірина Трушкіна        | центральний блокуючий | 2    | 9    | 33   | 3,67 |          |
| 4  | Тетяна Козлова        | догравальний          | 2    | 9    | 31   | 3,44 |          |
| 5  | Олександра Перетятько | пасуючий              | 2    | 9    | 5    | 0,56 |          |
| 7  | Інна Молодцова        | центральний блокуючий | 2    | 9    | 15   | 1,67 |          |
| 8  | Наталія Захарчук      | догравальний          | 2    | 9    | 25   | 2,78 |          |
| 9  | Галина Щур            | центральний блокуючий | 1    | 1    | 0    | 0    |          |
| 10 | Дарія Степановська    | догравальний          | 2    | 3    | 0    | 0    |          |
| 12 | Вікторія Дельрос      | ліберо                | 2    | 6    | 0    | 0    |          |
| 13 | Олена Новгородченко   | пасуючий              | 1    | 1    | 0    | 0    |          |
| 14 | Олена Сидоренко       | ліберо                | 2    | 6    | 0    | 0    |          |
| 16 | Надія Кодола          | догравальний          | 2    | 9    | 31   | 3,44 |          |